# Madeleine Robinson
Madeleine Robinson (* 5. November 1916 in Paris; † 1. August 2004 in Lausanne, Schweiz), eigentlich Madeleine Svoboda, war eine französische Schauspielerin. Zwischen 1933 und 1993 wirkte sie in insgesamt 79 Filmen mit. 
Die gebürtige Pariserin Madeleine Robinson war die Tochter slowakischer Immigranten. Der erste Film, in dem sie mitspielte, war 1936 Le mioche, ein Melodram des Regisseurs Leonide Moguy. Gegen Ende ihrer Karriere spielte sie 1988 die Mutter von Camille Claudel im gleichnamigen Film von Bruno Nuytten. Ihre letzte Rolle übernahm sie in dem Drama Die Affäre Seznec, einer zweiteiligen Verfilmung eines aufsehenerregenden französischen Justizfalls von 1924. Sie beendete ihre Karriere 1993.

## Filmografie (Auswahl)
- 1936: Le mioche
- 1938: Sturm über Asien (Tempête sur l’Asie)
- 1943: Wetterleuchten (Lumière d’été)
- 1943: Irrwege der Herzen (Douce)
- 1947: Schicksal einer Nacht (La grande Maguet)
- 1948: Zwischen 11 und Mitternacht (Entre onze heures et minuit)
- 1948: Ein hübscher kleiner Strand (Une si jolie petite plage)
- 1950: Gott braucht Menschen (Dieu a besoin des hommes)
- 1954: Der Fall Maurizius (L’affaire Maurizius)
- 1954: Sie zerbrachen nicht (Les Chiffonniers d’Emmaüs)
- 1955: Die Besessenen (Les possédées) – Melodram, Regie: Charles Brabant
- 1957: Einer starb zu früh (Les louves) – Kriegsdrama, Regie: Luis Saslavsky
- 1959: Schritte ohne Spur (À double tour)
- 1960: Trübe Wasser (La rabouilleuse)
- 1960: Haut für Haut (Le gout de la violence)
- 1961: Tag für Tag Verzweiflung (Giorno per giorno disperamente)
- 1962: Der Prozeß (Le procès)
- 1962: Der Teufel und die Zehn Gebote (Le Diable et les Dix Commandements)
- 1962: Ein Herr aus besten Kreisen (Le gentleman d’Epsom)
- 1963: Mord am Canale Grande (Voir venise … et crever)
- 1978: Sieben Tage im Januar (Siete dias de enero)
- 1978: Eine einfache Geschichte (Une histoire simple)
- 1982: Verheiratet mit einem Toten (J’ai epousé une ombre)
- 1988: Camille Claudel
- 1992: Die Affäre Seznec (L’affaire Seznec)